# 馬嗣勳
马嗣勋（9世纪？—906年），唐朝末年朱温麾下将领，濠州钟离县人，世代为军吏。
马嗣勋有口才，习武艺，开始为濠州客将。景福元年（892年）三月，朱温派寿州刺史江儒回到下蔡镇守，李立率兵攻打濠州，刺史张遂派遣马嗣勋持濠州印籍户口以归降朱温。乾宁二年（895年）三月，杨行密攻打濠州，张遂派马嗣勋向朱温求援。梁兵未至，濠州已陷，马嗣勋于是留在大梁，担任宣武军元从押牙、副典客，很称职。光化元年（898年）三月，朱温令他前去光州劝说刺史刘存背弃杨行密归顺朱温，又跟随李彦威攻克黄州及武昌县，擒获刺史瞿章。后来再次去使光州，持钱货马匹赐给刘存。杨行密急攻光州，刘存与马嗣勋率兵迎战，将敌军击败。又出使蜀地，回来的时候，得到很多军用物资。天复年间，朱温西攻凤翔，行至华州，派马嗣勋劝说韩建，韩建即时出降。天祐二年（905年），罗绍威将杀魏博牙军，遣使告知朱温，求为外援。朱温之女在魏州去世，朱温派，马嗣勋率长直官千人，把兵器藏于袋中，放在彩舆上，进入魏州，声称来致祭会葬，牙军不觉。马嗣勋在铜台住下，夜间与魏州新乡镇兵马攻石柱门，入迎罗绍威家属。天祐三年（906年）正月十六日夜，马嗣勋添置魏州甲兵，与罗绍威亲军同攻牙军，牙军不知兵所何来，没有做准备，马嗣勋杀其八千余人，天明。马嗣勋重伤，几天后去世。次年，朱温取代唐朝称帝，建立后梁，追赠马嗣勋太保。